# Creu del Pago
La Creu del Pago, o Creu de Can Vendrell, és una creu de terme de Subirats (Alt Penedès) situada a la primera cruïlla de la carretera BV-2427 des de la N-340. Està inclosa a l'Inventari del Patrimoni Arquitectònic de Catalunya.

## Descripció
És un element configurat per un pilar de base circular que reposa damunt un petit sòcol. És feta de fragments de pedra irregular units amb morter o ciment. La unió de la creu amb la columna es resol amb una motllura cònica de pedra llisa, amb una inscripció a la part baixa. La creu, de planxa de ferro, mostra en una cara la imatge del crucificat. Es disposa al centre d'una estructura de ferro que simula una capelleta o dosseret de forma cònica amb la planxa calada dibuixant dos òculs decoratius.